# 上条村 (大阪府)
上条村（かみじょうむら）は、かつて大阪府にあった村。現在の泉大津市北東部にあたる。

## 歴史
- 1889年（明治22年）4月1日 - 和泉郡助松村、二田村、北曽根村、南曽根村、森村、千原村、尾井千原村、綾井村が合併して、和泉郡上条村が発足。大字助松に村役場を設置。
- 1896年（明治29年）4月1日 - 郡の統廃合により、所属郡が泉北郡となる。
- 1931年（昭和6年）8月20日 - 泉北郡大津町、穴師村と合併し、大津町となる。

## 交通

### 鉄道路線
- 南海鉄道（現・南海電気鉄道）
  - 南海本線
    - 助松駅（現・松ノ浜駅）

現在は上記の他に南海本線北助松駅が所在するが、当時は未開業。

### 道路
- 紀州街道
- 中和泉街道